# Scurra marmoralis
Scurra marmoralis är en insektsart som beskrevs av Kenneth Hedley Lewis Key 1992. Scurra marmoralis ingår i släktet Scurra och familjen gräshoppor. Inga underarter finns listade i Catalogue of Life.